# 민경훈
민경훈(1984년 10월 6일 ~ )은 대한민국의 가수 겸 방송인이자, 밴드 버즈의 메인보컬이다.

## 생애
서울에서 2남 중 막내로 태어났다. 2003년에 버즈의 보컬로 데뷔하였으며, 버즈 해체 이후인 2007년 12월 4일에 정규 1집 《Impressive》로 솔로 활동을 시작하였다. 《Monologue》, 《겁쟁이》, 《가시》, 《나에게로 떠나는 여행》, 《사랑은 가슴이 시킨다》, 《남자를 몰라》, 《My love》, 《Reds go together》, 《아프니까 사랑이죠》, 《나비잠》, 《사랑하지 않은 것처럼》등의 여러 히트곡들을 지닌 가수이다. 버즈의 노래 중 《울지마》와 민경훈의 노래 중 《하루》를 작사했으며, 민경훈의 곡 《너니까》와 《Happy Time》을 신준기와 공동 작곡했다. 이외에도 버즈의 곡들을 멤버들과 작사, 작곡했다.

## 활동

### 오디션 관련 일화 및 연습생 시절
- 어린 시절 민경훈은 한번도 연예인이 되고 싶다는 생각을 하지 않았고, 꿈은 프로게이머였다. 그런데 고등학교 3학년 때 기획사에서 학교로 민경훈을 찾아와서 오디션을 보러 오라고 권했다. 민경훈은 별 생각없이 오디션을 보러갔고[2], 회사측에서는 노래를 듣더니 가수를 권했고 계약을 맺게 되었다.[3]

- 민경훈은 고교시절 노래를 좋아하는 사람들의 모임에서 활동했는데, 밴드 음악을 시작하게 된 것은 버즈 때부터였다. 어릴 때 본인은 유명 연예인 보다 한강의 카페에서 노래하는 가수가 더 멋있어보였고 그런 가수가 되고 싶었다고 한다. 그러다 학교 친구의 권유로 노래방에서 버즈의 첫 소속사였던 에이원엔터테인먼트의 오디션을 봤고 녹음하며 가수로 활동하게 되었다.[4] 2010년 4월 17일 서울 단독콘서트에서 오디션 당시의 일화를 밝히기를, 민경훈이 노래방에서 오디션을 보는데 1절만 부르고 나서 '축구를 보러가야하는데 응원하러 가도 되냐'고 했다고 한다.[5] 그런데도 합격이 되었다.

2002년 늦봄 회사와 계약을 맺었고, 그때부터 학교가 파하면 축구를 하고싶은 마음도 삼키고 곧장 연습실을 향했다. 그때는 이미 버즈라는 그룹의 밑그림이 거의 완성되어 가고 있었다. 민경훈은 이전에 결성되어 있던 버즈의 보컬을 대신하여 2002년 6월 버즈에 합류했는데, 악기를 맡은 멤버들은 지난 2년여 동안 연습해왔고, 보컬이 준비되기를 기다리는 상황이었다. 그렇기에 민경훈은 휴일도 없이 매일 서너 시쯤 가서 밤늦도록 연습을 하며 목소리를 다듬고 기량을 높여야 했다. 그리고 얼마간의 언더그라운드 활동을 거쳐 버즈는 1집 《Morning Of Buzz》로 정식 데뷔하게 되었다.

### 버즈 활동 시절 (2003.10~2007.06)
2003년 10월 11일 《Morning Of Buzz》로 성공적으로 데뷔한 버즈는 빠르게 인지도를 높여갔고, 2005년 2집 《Effect》에서는 〈겁쟁이〉, 〈가시〉, 〈나에게로 떠나는 여행〉이 크게 히트하면서 전성기를 맞이했다. 그리고 3집 《Perfect》에서는 수록곡 〈남자를 몰라〉가 많은 사랑을 받았다. 그러던 중 2007년 5월 17일 버즈는 멤버들의 군입대 등을 이유로 잠정 해체하였고, 2007년 6월 마지막 싱글 《사랑은 가슴이 시킨다 Part 2》를 발매하였다.
1집에서 '실력파 밴드'로 불리던 버즈를 잘생긴 외모 덕에 '꽃미남 밴드', '아이돌 밴드'로 불리게 하는 데 큰 몫을 한 것이 민경훈이다. 그래서 멤버들 중 가수 이외의 활동을 가장 많이 해야만 하기도 했다. 그렇지만 민경훈은 외모뿐만 아니라 노래 실력 또한 출중했고, 당시 남자 중고등학생들이 민경훈 특유의 창법을 많이 따라하는 등 남자팬과 여자팬들에게 모두 인기가 있었다.

### 솔로 활동 (2007.06~2012.03)
민경훈은 버즈 멤버들의 조언과 전 소속사의 권유로 다시 솔로 앨범을 내게 된다. 2007년 12월 4일 정규 1집 《Im·pres·sive》를 내며 솔로로 데뷔하는데, 기대 이하라는 혹평과 함께 인기몰이에 실패하였고 2009년까지 활동이 없었다. 공백기간 중에 디지털 싱글인 '하루'를 발표했지만 잘 되지 않았고, 계속되는 실패로 폐인과도 같은 생활을 해 한때는 체중이 90kg까지 늘어났다고 한다. 방송 프로그램 tvN 《택시》에서 밝히길 폐인 생활 당시 1년중 밖에 나가는 날이 한 달이 채 되지 않았다고 했다.
2010년 2월 4일 미니앨범 《재회》를 발표하며 정식으로 복귀했다. 이 앨범부터는 바뀐 창법이 자리잡았으며, 발성적인 측면도 많이 자연스러워졌다. 앨범 타이틀곡인 〈아프니까 사랑이죠〉는 솔로곡 중 대중적으로 가장 많은 사랑을 받았다. 활동 중 디지털 싱글 《It's Alright》(2010.03.29)과 연속극 '인생은 아름다워'의 OST 〈영원한 내사랑〉을 발매했지만 후속곡 활동은 없었다. 2010년 10월, 11월에 각각 디지털 싱글 《상처투성이》와 버즈 2기의 앨범 《Fuzz-Buzz》의 〈사랑이 멈춘 시간〉, 〈이별수집가〉를 부르며 객원보컬로 참여하였다.
2011년 6월 27일 솔로 정규 2집 《소풍》을 발매하였지만 큰 성과는 보이지 못했다. 기존의 민경훈의 락 발라드에서 변화한 경쾌하고 빠른 템포의 곡을 넣는 등 새로운 시도를 많이 한 앨범이었지만 같은 소속사였던 신정환의 필리핀 도박논란과 MC몽의 입영기피논란이 앨범 홍보에 악영향을 미치고 음악적으로 지나친 변화가 독이 되어 기존 팬층이 일부 이탈, 음원 판매 수익도 지난 앨범보다 도리어 떨어지는 모습을 보였다.
바뀐 창법과 퇴보한 노래 실력 때문에 사람들에게 잊혀지던 중 2011년 10월 1일 《불후의 명곡: 전설을 노래하다》에서 〈바람이 전하는 말〉을 그로울링과 함께 2옥타브 시까지 찍으며 아직 건재한 실력을 과시했다. 고정출연은 아니어서 반짝 떴을 뿐이었지만 그래도 아직 충분히 부활 가능성이 남아있다는 점을 보여주어 잔류한 팬들은 환호했다.

### 군대 생활 (2012.03.06 입대 ~ 2013.12.05 전역)
2012년 3월 2일 디지털 싱글 《돌아보다》 발매 후, 2012년 3월 6일 갑작스레 군입대를 하게 되었다. 같은 소속사인 MC몽이 입영기피를 해왔다는 점과 현역지원의 한계 나이인 29세라는 점을 생각하면 충분히 준비하고 입영한것 같지만, 당사자는 디지털 싱글인 《돌아보다》를 작업하던 도중 영장을 받았다고 한다.
의정부 306보충대로 입대하였고, 21개월간 현역으로 복무하게 되었다. 그는 소속사를 통해 '조용히 입대하고 싶었으며 갑작스럽게 입대 소식을 알리게 되어 죄송하고, 건강히 잘다녀오겠다'고 밝혔다. 군복무는 3군사령부 군악대에서 하였다. 2013년 병장쯤에는 306보충대에서 군악병 심사를 보거나, 306보충대 입대 공연을 했다. 민경훈이 군악대에서 복무하는 동안 군악대 공연, 위문열차 공연 등을 하였는데, 떼창을 하던 많은 군인들을 보고 남자 팬들이 많음을 실감했다고 한다.
2013년 12월 5일 민경훈의 전역일에, 팬들과 버즈 멤버들이 모여 전역을 축하해주었다.

### 버즈 재결합
솔로 활동 초에도 재결합에 대해서는 가능성을 열어두고 있었고, 민경훈의 소풍 콘서트에서는 제대한 버즈 멤버들과 함께 공연을 하는 등 버즈 재결합에 긍정적 반응을 보였다. 그리고 제대후 2014년 4월 8일, 민경훈이 버즈의 보컬로 복귀했다.
이후 발매한 디지털 싱글인 《8년만의 여름》과 《Train》의 반응은 좋지 않았으나, 행사장에서는 버즈에 대한 뜨거운 열기를 보였다. 2014년 11월 26일에는 버즈 정규 4집 앨범 《Memorize》가 발매되었다.

## 학력
- 서울중곡초등학교 (졸업)
- 동국대학교 사범대학 부속중학교 (졸업)
- 대원고등학교 (졸업)
- 경희대학교 포스트모던학과 (중퇴)

## 소속사
- 2002~2009 에이원 엔터테인먼트(A-1 Entertainment)
- 2009.03~2012 IS엔터미디어[9]
- 2014.04~현재 인넥스트트렌드(INT) - 롱플레이뮤직

## 음반

### 정규 앨범 & 미니앨범
| #            | 앨범 정보                                                                   | 곡 순 |
| ------------ | --------------------------------------------------------------------------- | --- |
| 1집 정규앨범 | Im·pres·sive - 발매일: 12월 4일, 2007년 - 판매량: 23,000여장 - 언어: 한국어 | 1. Im·pres·sive 2. 슬픈 바보 (타이틀곡) 3. 오늘만 울자 (후속곡) 4. 모래성 5. 죽어도 나 죽어도 6. 선인장 7. 벙어리 8. 나쁜 사랑 9. 왜... 10. Hool-hool |

| #            | 앨범 정보                                                      | 곡 순                                                                                             |
| ------------ | -------------------------------------------------------------- | ------------------------------------------------------------------------------------------------- |
| 1st 미니앨범 | 재회 - 발매일: 2월 4일, 2010년 - 판매량: 5600장 - 언어: 한국어 | 1. 아프니깐 사랑이죠 (타이틀곡) 2. 사랑해 3. 똑같은 이별은 없다 4. 삭제되었습니다 5. 그저..눈물만 |

| #            | 앨범 정보                                      | 곡 순 |
| ------------ | ---------------------------------------------- | --- |
| 2집 정규앨범 | 소풍 - 발매일: 6월 27일, 2011년 - 언어: 한국어 | 1. 악몽 (후속곡) 2. 짧은 한마디 3. 바람피지 않았어 4. She (타이틀곡) 5. 빛 (Heaven Belong To You) 6. Happy Time 7. 너니깐 (I Got Your Love) 8. 어떡하죠 난 9. Loving U 10. 습관 |

### 싱글 앨범
| #            | 앨범 정보                                                        | 곡 순                   |
| ------------ | ---------------------------------------------------------------- | ----------------------- |
| 1st 싱글앨범 | 하루 - 발매일: 12월 12일, 2008년 - 판매량: 미발매 - 언어: 한국어 | 1. 하루 2. 하루 (Inst.) |

| #            | 앨범 정보                                                               | 곡 순                                   |
| ------------ | ----------------------------------------------------------------------- | --------------------------------------- |
| 2nd 싱글앨범 | It`s Alright - 발매일: 3월 29일, 2010년 - 판매량: 미발매 - 언어: 한국어 | 1. It`s Alright 2. It`s Alright (Inst.) |

| #            | 앨범 정보                                                              | 곡 순                               |
| ------------ | ---------------------------------------------------------------------- | ----------------------------------- |
| 3rd 싱글앨범 | 상처투성이 - 발매일: 10월 28일, 2010년 - 판매량: 미발매 - 언어: 한국어 | 1. 상처투성이 2. 상처투성이 (Inst.) |

| #            | 앨범 정보                                                          | 곡 순                           |
| ------------ | ------------------------------------------------------------------ | ------------------------------- |
| 4th 싱글앨범 | 돌아보다 - 발매일: 3월 2일, 2012년 - 판매량: 미발매 - 언어: 한국어 | 1. 돌아보다 2. 돌아보다 (Inst.) |

### OST
- 2008년 《클라이막스》MBC 드라마 대한민국 변호사 OST
- 2010년 《영원한 내사랑》SBS 드라마 인생은 아름다워 OST
- 2015년 3월 ((스파이ost)) HERO
- 2016년 《Love you》tvn 드라마 더케이투 OST
- 2017년 《Here I Am》tvn 드라마 명불허전 OST
- 2018년 《Waiting here for you》MBC 드라마 돈꽃 OST
- 2019년 《Forever love》OCN 주말드라마 킬잇 OST
- 2019년 《Welcome 2 Life》MBC 드라마 웰컴2라이프 OST
- 2020년 《Lost Life》OCN 주말드라마 루갈 OST

### 참여
- 2016년 나비잠 (Sweet Dream) - 우주겁쟁이 프로젝트:김희철 X 민경훈
- 2018년 후유증 - 우주겁쟁이 프로젝트:김희철 X 민경훈

### 버즈 앨범
- 2003년 《Morning of Buzz》 버즈 정규 1집
- 2004년 《가난한 사랑》
- 2004년 《Jingle bell rock》크리스마스 스토리
- 2005년 《Effect》 버즈 정규 2집
- 2005년 《사랑은 가슴이 시킨다》
- 2006년 《Perfect》 버즈 정규 3집
- 2006년 《떠나... 그리고 울지마》
- 2006년 《활주》나루토 1기, 2기 오프닝
- 2006년 《투지》나루토 3기, 4기 오프닝
- 2006년 《Oridinary People》SG워너비 (feat.민경훈)
- 2006년 《2006 BUZZ Live & Acoustic》
- 2007년 《사랑은 가슴이 시킨다 Part.2》
- 2008년 《꿈을 찾아서》브리스톨 탐험대 OST
- 2008년 《Morning of Buzz Music 2.0 Edition》
- 2010년 《Fuzz·Buzz》사랑이 멈춘 시간, 이별수집가
- 2014년 《8년만의 여름》
- 2014년 《Train》
- 2014년 《Memorize》 버즈 정규 4집
- 2015년 《남자라면》
- 2015년 《Forever Love》
- 2015년 《사랑은 가슴이 시킨다 Part.3》
- 2016년 《넌 살아있다》
- 2017년 《Be One》
- 2018년 《15》
- 2019년 《크리스마스의 밤》
- 2021년 《잃어버린 시간》
- 2021년 《소년에게》

## 방송
- SBS
  - 이적의 음악공간 (2007.12.11)
  - 도전 1000곡 (2008.03.02 / 2010.05.09 / 2010.05.16)
  - 김정은의 초콜릿 (2010.03.06)
  - 퀴즈! 육감대결 (139회 2010.03.21)
  - 런닝맨 (274회 2015.11.22)
  - 판타스틱 듀오 (15회 2016.07.24 / 16회 2016.07.31)
  - 미운 우리 새끼 (36회 2017.05.14 / 37회 2017.05.21 / 38회 2017.05.28) - 이상민 집 집들이 (50회 2017.08.20) - 아는 형님 회식
  - 신발 벗고 돌싱포맨(118회 2024.01.02)
- KBS
  - KBS2 윤도현의 러브레터 (280회 2008.01.11/ 2003.11.21 / 2004.5.28 / 2005.5.13)
  - KBS2 스펀지 (2008.01.19 / 2010.04.02)
  - KBS2 스타골든벨 (2008.01.26 / 2008.02.09 / 2010.02.20)
  - KBS2 두뇌왕 아인슈타인 (2008.02.17)
  - KBS1 열린음악회 (2008.03.02
  - KBS2 유희열의 스케치북 (40회 2010.02.12 / 104회 2011.07.08 / 328회 2016.07.15)
  - KBS1광주 콘서트 필 (2010.04.12 / 2011.09.15)
  - KBS1 대한민국은 한 가족입니다 (2010.05.15)
  - KBS1 사랑의 리퀘스트 (2011.07.16)
  - KBS2 비타민 (2011.07.27)
  - KBS2 위기탈출 넘버원 (297회 2011.08.01)
  - KBS1청주 레인보우 (2011.09.07)
  - KBS2 불후의 명곡: 전설을 노래하다 작곡가 김희갑 편 (18회 2011.10.01) - <바람이 전하는 말>
  - KBS2 나는 남자다 (20회 2014.12.19)
  - KBS2 대국민 토크쇼 안녕하세요 (205회 2014.12.29 / 336회 2017.07.31)
  - KBS2 설특집 걸그룹 대첩 가문의 영광 - MC (2017.01.27)
  - KBS2 추석특집 혼자 왔어요 - MC (2017.10.03 / 2017.10.04)
  - KBS2 옥탑방의문제아들 - MC (2018.11.07 / 2023.04.12)
- MBC
  - 브레인 서바이버 (2005.04.03)
  - 전파견문록 (2005.08.22)
  - 환상의 짝꿍 (2007.12.23 / 2010.05.02)
  - MBC every1 박경림의 화려한 외출 (2008.01.19)
  - 행복주식회사 만원의 행복 (2008.02.02 / 2008.02.09)
  - 도전 예의지王 (2008.02.22)
  - 라디오스타 (83회 2008.03.12 / 84회 2008.03.19 / 176회 2010.02.24 / 177회 2010.03.03 / 538회 2017.08.02)
  - 하땅사 (21회 2010.03.14)
  - 세바퀴 (2010.05.22 / 2011.07.23)
  - 아름다운 콘서트 (2011.07.18)
  - 제3회 아이돌스타 육상 선수권대회 (2011.09.13)
  - 듀엣가요제 (파일럿 2016.02.08 / 1회 2016.04.08 / 8회 2016.05.27 / 20회 2016.09.02)
  - 섹션TV 연예통신 - 로망스카 (889회 2017.07.30)
- Mnet
  - Star Watch 24 성은편 (2008.01.04)
  - M Super Concert (498회 2008.01.10 / 505회 2008.02.05 / 509회 2008.04.29 / 510회 2008.05.15 / 581회 2010.03.13 / 597회 2011.08.16)
  - 아주 수상한 팬클럽 (2008.03.03) - CD 전달
  - BoBper's (2008.03.06)
  - 원더풀데이 (2008.04.22)
  - 슈퍼스타K 고수 (7회 2010.06.04)
  - 비틀즈코드 민경훈 & miss A (2011.07.28)
  - 와이드 연예뉴스 - 궁극의 한 컷 (납량특집 2011.08.01)
- JTBC
  - 백인백곡 끝까지 간다 (10회 2015.01.04 / 11회 2015.01.11)
  - 히든싱어 시즌4 (3회 버즈 민경훈편 2015.10.17 / 왕중왕전 14회 2016.01.02 / 15회 2016.01.09 / 16회 2016.01.16) - 4위
  - 아는 형님 - 고정 패널 (2015.12~현재)
  - 잘 먹는 소녀들 (1회 2016.06.29 / 2회 2016.07.06)
  - 비정상회담 (106회 2016.07.11)
  - 한끼줍쇼 (27회 2017.04.19) 김희철, 민경훈 출연
  - JTBC2 개이득 (4회 2017.06.08)
- tvN
  - 현장토크쇼 택시 (453회 2016.11.23) 김희철, 민경훈 출연
- O'live
  - 쇼핑킹 민경훈 vs 나르샤 (3회 2008.04.29)
  - 오늘 뭐 먹지? 딜리버리 - 고정 (2017.02.28~2017.10.12)
- 라디오
  - KBS 쿨FM 테이의 뮤직아일랜드 (2008.12.31 전화연결 / 뮤직테라피 코너 2008.01.11~2008.04.19)
  - SBS 파워FM 이국주의 영스트리트 (2015.02.14~2016.03.26) 손성희, 민경훈 출연
  - MBC FM4U 테이의 꿈꾸는 라디오 (2015.11.16 / 전화 연결 2016.10.04)
  - MBC FM4U 굿모닝FM 테이입니다 - 전화 연결 (2015.12.01)
  - MBC FM4U 두시의 데이트 민경훈입니다 - 스페셜 DJ (2016.06.24~26)
  - SBS 파워FM 김영철의 펀펀투데이 (2016.07.15)
  - MBC FM4U 굿모닝FM 노홍철입니다 - 전화 연결 (2016.07.27)
  - SBS 파워FM 민경훈의 텐 - 스페셜 DJ (2016.08.15~21)
  - SBS 파워FM 민경훈의 러브게임 - 스페셜 DJ (2017.02.20)
- 기타
  - ETN Star 연예스테이션 스타초대석 (2007.12.11)
  - 뉴스웨이 생생TV 인터뷰 (2007.12.28)
  - 가이드 포스트 2008 4월호
  - ETN 예당 온라인 파워콘서트 (2008.05.12)
  - Arirang TV Pops in Seoul - 민경훈 편 (2010.03.23 / 2011.08.06 / 2011.08.25)
  - QTV 순위 정하는 여자 (2010.04.22)
  - TBS 한마음 콘서트 (2010.05.07)
  - YTN 이슈&피플 (2011.07.13)
  - YSTAR(현재 KSTAR) 식신로드 39회 (2011.08.19)
  - FashionN 여배우하우스2 (2011.10.21)
  - 네이버 tvcast 뷰티스테이션 언니네핫초이스2 (2015.10.22 / 2016.08.04)
  - 동아TV 2016 K-QUEEN 콘테스트 (2016.10.07) 2016.09.27 녹화분
  - MOMO X 연예인 중고나라 체험기: 개이득 (2016.11.04)

## 기타 행사
- 경희대학교 공연 (2009.11.20)
- 한국폴리텍VII대학 창원캠퍼스 축제 (2010.05.18)
- 제43회 영동 난계국악축제 (2010.09.06)
- 국방부 군악대대 야외 음악회 (2015.08.06)
- bnt world 매거진 7월호 화보 촬영 (2016.05.02)
- 전북 서영여고 축제 (2016.05.11)
- 대전 카이스트 대학축제 (2016.05.25)
- 의정부 경민대학교 축제 (2016.05.27)
- 국방부 군악대대 스마일 콘서트 (2016.06.18)
- 넥센 히어로즈 vs 두산 베어스 경기 시구 (2016.07.26)
- 우먼센스 9월호 화보촬영 (2016.08.16)
- 제주국제대학교 축제 (2016.09.23)
- 한국외국어대학교 축제 (2016.09.30)
- 제34회 철원 태봉제 (2016.10.07)
- 한성대학교 축제 (2016.10.14)
- 인제대학교 의과대학/부산캠퍼스 축제 (2016.10.27)
- 퇴계원성결교회 특별 찬양 (2016.10.30)
- 롯데백화점 잠실점 아는 형님 팝업스토어 팬사인회 (2017.01.13)
- 국립서울현충원 신년음악회 - 봄의 길목에 서서 희망을 노래하다 (2017.02.03)
- The 15th Korea Times Music Festival (2017.04.29)
- 성균관대학교 인문사회과학캠퍼스 축제 (2017.05.12)
- 홍익대학교 축제 (2017.05.17)
- 광운대학교 축제 (2017.05.19)
- 동탄 봄 사랑 가족축제 (2017.05.20)
- 초당대학교 축제 (2017.05.24)
- 건국대학교 글로컬캠퍼스 축제 (2017.05.29)
- 국민건강보험공잔 8월호 (2017.08)
- 숙명여자대학교 방송제 (2017.09.12)
- 울산대학교 축제 (2017.09.20)
- 청운대학교 축제 (2017.09.28)
- LG드림페스티벌 (2017.10.14)

## 광고
- 2005년 도시락
- 2005년 스쿨룩스
- 2006년 Mnet
- 2014년 초록우산 어린이재단 공익광고
- 2016년 초록우산 어린이재단 공익광고
- 2017년 장모님치킨
- 2017년 벅스뮤직
- 2018년 미스트랄
- 2019년 맥도날드 맥올데이 세트
- 2020년 대성마이맥 19패스
- 2020년 갤럭시 버즈

## 수상
- 2004년 SBS 가요대전 록부문상
- 2005년 MKMF 록부문 최우수 뮤직비디오상
- 2005년 제12회 대한민국 연예예술상 록발라드 부분 가수상
- 2005년 제20회 골든디스크상 본상
- 2005년 SBS 가요대전 본상
- 2005년 KBS 가요대상 올해의 가수상
- 2005년 MBC 10대 가수가요제 본상
- 2006년 MKMF 록부문 최우수 뮤직비디오상
- 2006년 제21회 골든디스크상 본상
- 2006년 SBS 가요대전 본상